# Боротьба на літніх Олімпійських іграх 1976
Змагання з боротьби на Олімпійських іграх 1976 в Монреалі проходили з 20 до 31 липня в Центрі П'єра Шарбоно в Олімпійському парку, хоча фінальні раунди вільного стилю проводилися на арені Моріса Рішара.
Центр був побудований в 1957 році і приймає різноманітні конгреси, виставки та спортивні заходи. Спочатку він була побудований як поліцейська академія, але був домашньою ареною для різних канадських професійних баскетбольних команд. Стадіон Моріса Рішара був побудований у 1962 році та названий на честь канадського героя НХЛ усіх часів. В основному це ковзанка, хоча там проводяться деякі з'їзди та корпоративні заходи.
Програма боротьби 1976 року була такою ж, як і 1972 року, з 10 ваговими категоріями в кожному стилі, без змін у вагових обмеженнях. Подія знову проводилася за негативною (штрафною) бальною системою з невеликими змінами в системі підрахунку очок з 1972 року, оскільки перемога через падіння або перевагу рішенням суддів тепер нараховувалась 0 балів, а поразка через падіння або перевага рішенням суддів приносила 4 очки. Система негативних (штрафних) балів фактично була подвійним турніром на вибування, хоча борець міг не пройти далі і після перемоги. Якщо в будь-якому класі залишалося троє борців, вони брали участь у змаганнях за круговою системою, при цьому результати попередніх матчів переносилися.
У 1976 році панування радянської боротьби було абсолютним. Вони завоювали 12 золотих медалей і 18 медалей у 20 видах. Вони очолили обидва стилі в обох медальних списках, маючи 8 медалей і 5 золотих медалей у вільному стилі та вигравши медалі в усіх 10 класах у греко-римському стилі, маючи 7 золотих медалей.

## Медалісти

### Греко-римська боротьба
| Категорія    | Золото                      | Срібло                     | Бронза                     |
| ------------ | --------------------------- | -------------------------- | -------------------------- |
| До 48 кг     | Олексій Шумаков (URS)       | Георге Берчану (ROM)       | Стефан Ангелов (BUL)       |
| До 52 кг     | Віталій Константинов (URS)  | Ніку Гинге (ROM)           | Коїтіро Хіраяма (JPN)      |
| До 57 кг     | Пертті Уккола (FIN)         | Іван Фргіч (YUG)           | Фаргат Мустафін (URS)      |
| До 62 кг     | Казімеж Липень (POL)        | Нельсон Давидян (URS)      | Ласло Реці (HUN)           |
| До 68 кг     | Сурен Налбандян (URS)       | Штефан Русу (ROM)          | Гайнц-Гельмут Велінг (GDR) |
| До 74 кг     | Анатолій Биков (URS)        | Вітезслав Маха (TCH)       | Карл-Хайнц Гельбінг (FRG)  |
| До 82 кг     | Момир Петкович (YUG)        | Володимир Чебоксаров (URS) | Іван Колєв (BUL)           |
| До 90 кг     | Валерій Резанцев (URS)      | Стоян Ніколов (BUL)        | Чеслав Квециньський (POL)  |
| До 100 кг    | Микола Балбошин (URS)       | Камен Горанов (BUL)        | Анджей Скшидлевський (POL) |
| Понад 100 кг | Олександр Колчинський (URS) | Александр Томов (BUL)      | Роман Кодряну (ROM)        |

### Вільна боротьба
| Категорія    | Золото                 | Срібло                   | Бронза                 |
| ------------ | ---------------------- | ------------------------ | ---------------------- |
| До 48 кг     | Хасан Ісаєв (BUL)      | Роман Дмитрієв (URS)     | Акіра Кудо (JPN)       |
| До 52 кг     | Юдзі Такада (JPN)      | Олександр Іванов (URS)   | Чон Хе Соп (KOR)       |
| До 57 кг     | Володимир Юмін (URS)   | Ганс-Дітер Брюхерт (GDR) | Масао Араї (JPN)       |
| До 62 кг     | Ян Джон Мо (KOR)       | Зевегійн Ойдов (MGL)     | Джин Девіс (USA)       |
| До 68 кг     | Павло Пінігін (URS)    | Ллойд Кізер (USA)        | Ясабуро Сугавара (JPN) |
| До 74 кг     | Дзіїтіро Дате (JPN)    | Мансур Барзегар (IRI)    | Стенлі Дзідзіч (USA)   |
| До 82 кг     | Джон Петерсон (USA)    | Віктор Новожилов (URS)   | Адольф Зегер (FRG)     |
| До 90 кг     | Леван Тедіашвілі (URS) | Бенджамін Петерсон (USA) | Стельян Морков (ROM)   |
| До 100 кг    | Іван Яригін (URS)      | Рассел Гелліксон (USA)   | Дімо Костов (BUL)      |
| Понад 130 кг | Сослан Андієв (URS)    | Йожеф Балла (HUN)        | Ладислау Шимон (ROM)   |

## Медальний залік
| Місце                | Країна               | Золото | Срібло | Бронза | Загалом |
| -------------------- | -------------------- | ------ | ------ | ------ | ------- |
| 1                    | СРСР (URS)           | 12     | 5      | 1      | 18      |
| 2                    | Японія (JPN)         | 2      | 0      | 4      | 6       |
| 3                    | Болгарія (BUL)       | 1      | 3      | 3      | 7       |
| 4                    | США (USA)            | 1      | 3      | 2      | 6       |
| 5                    | Югославія (YUG)      | 1      | 1      | 0      | 2       |
| 6                    | Польща (POL)         | 1      | 0      | 2      | 3       |
| 7                    | Південна Корея (KOR) | 1      | 0      | 1      | 2       |
| 8                    | Фінляндія (FIN)      | 1      | 0      | 0      | 1       |
| 9                    | Румунія (ROU)        | 0      | 3      | 3      | 6       |
| 10                   | НДР (GDR)            | 0      | 1      | 1      | 2       |
| 10                   | Угорщина (HUN)       | 0      | 1      | 1      | 2       |
| 12                   | Іран (IRI)           | 0      | 1      | 0      | 1       |
| 12                   | Монголія (MGL)       | 0      | 1      | 0      | 1       |
| 12                   | Чехословаччина (TCH) | 0      | 1      | 0      | 1       |
| 15                   | ФРН (FRG)            | 0      | 0      | 2      | 2       |
| Загалом (15 збірних) | Загалом (15 збірних) | 20     | 20     | 20     | 60      |

### Учасники
Всього змагався 331 борець з 41 країни.
- Австралія  (3)
- Австрія  (2)
- Американські Віргінські Острови  (4)
- Аргентина  (3)
- Бельгія  (2)
- Болгарія  (20)
- Велика Британія  (7)
- Греція  (4)
- Еквадор  (1)
- Ізраїль  (1)
- Іран  (17)
- Італія  (8)
- Канада  (15)
- Куба  (9)
- Ліван  (1)
- Марокко  (4)
- Мексика  (2)
- Монголія  (13)
- НДР  (12)
- Нова Зеландія  (2)
- Норвегія  (2)
- Пакистан  (2)
- Панама  (1)
- Південна Корея  (11)
- Північна Корея  (3)
- Польща  (14)
- Португалія  (3)
- Пуерто-Рико  (5)
- Румунія  (19)
- Сенегал  (5)
- СРСР  (20)
- США  (20)
- Туреччина  (11)
- Угорщина  (18)
- Фінляндія  (7)
- Франція  (5)
- ФРН  (15)
- Чехословаччина  (5)
- Швеція  (8)
- Югославія  (6)
- Японія  (20)